# 傑拉達
34°18′42″N 2°9′49″W / 34.31167°N 2.16361°W
傑拉達（阿拉伯语：‎），是摩洛哥的城鎮，位於該國東北部，由東部大區負責管轄，是傑拉達省的首府，毗鄰與阿爾及利亞接壤的邊境，海拔高度268米，2014年人口43,506。